# Der Stärkste unter der Sonne
Der Stärkste unter der Sonne (Originaltitel: Maciste l'eroe più grande del mondo) ist ein italienischer Sandalenfilm, den Michele Lupo 1963 inszenierte. Am 3. April 1964 hatte der Film seine Erstaufführung im deutschsprachigen Raum. Im Fernsehen wurde dem Titel ein „Maciste“ vorangestellt.

## Handlung
Das ehemals glückliche und wohlhabende Reich Udor darbt unter der Knute des mächtigen Nachbarstaates Cafaus, das den Frieden in Udor nur gegen die jährliche Lieferung von 24 Jungfrauen zu Opferungszwecken gewährleistet. Der unfassbar starke Maciste verbündet sich mit einer Gruppe einheimischer Rebellen, um dem Herrscher Udors, der Marionette Cafaus', König Pergasus, Einhalt zu gebieten. Nachdem das gelungen ist, rüstet man sich auch gegen das mächtige Nachbarland.

## Kritik
Das Monthly Film Bulletin fand Gefallen: „Vier Helden zum Preis von einem… dazu ein prächtig gespielter Schurke. […] Die Regieleistung ist zwar imitativ, aber lobenswert flott.“ Die italienischen Segnalazioni Cinematografiche hielten den „pseudohistorischen Kolossalfilm“ (Lexikon des internationalen Films) für „mit wenig technischem Aufwand einfallsreich die Muster der mythologischen Filme variierend und nicht ohne einen gewissen Charme.“

## Bemerkungen
Der Film spielte in Italien 300 Millionen Lire ein.
In der deutschen Version wurde aus Maciste ein Marcellus und aus dem Reich Udor das Reich Nefer.